# Socodor, Arad
Socodor (în maghiară: Székudvar) este satul de reședință al comunei cu același nume din județul Arad, Crișana, România.

## Așezare
Localitatea este situată în partea de vest a Câmpiei Crișului Alb și se întinde pe o suprafață de 11260 ha. 

## Populația
Populația satului număra la ultimul recensământ 2285 locuitori. Din punct de vedere etnic, populația avea următoarea
structură: 90,5% români, 5,6% maghiari, 3,5% rromi și 0,4% alte naționalități și populație nedeclarată.

## Istoric
Deși prima atestare documentară a localității Socodor datează din anul 1299 urmele locuirii pe aceste meleaguri se pierd
în negura vremii. Arheologii au scos la lumină obiecte ceramice aparținătoare Culturii Otomani, vestigii din epoca bronzului
și două necropole aparținând gepizilor și respectiv avarilor.

## Economia
Economia este una predominant agrară, populația așezării fiind axată pe cultivarea terenurilor și creșterea animalelor.

## Turism
Deși pentru mulți turiști Socodorul reprezintă o zonă de tranzit, rezervația naturală de soluri sărăturate (95 ha), valea Crișului
Alb și biserica "Buna Vestire" - monument de arhitectură datat din anul 1768, sunt obiective turistice de mare frumusețe
situate pe teritoriul comunei.
Pădurea din imediata apropiere este fond de vânătoare valoros prin specia de cerb lopătar existentă aici. A fost unul dintre locurile de vânătoare preferate de Nicolae Ceaușescu.

## Personalități
- Iosif Goldiș (1836-1902), episcop, membru corespondent al Academiei Române.
- Gheorghe Adoc (n.1926), sculptor
- Iustin Marșieu (1879 - 1931), deputat în Marea Adunare Națională de la Alba Iulia 1918